# Étienne Rouchouze
Étienne Jérôme Rouchouze, SS.CC. (Firminy, 1798 – Oceano Pacifico, marzo 1843), è stato un vescovo cattolico e missionario francese.

## Biografia
Fu vicario apostolico dell'Oceania orientale (da questo vicariato derivano le odierne arcidiocesi di Papeete, diocesi di Honolulu e diocesi di Taiohae o Tefenuaenata).
Come vescovo missionario, Rouchouze risiedette a Valparaíso e a Honolulu; era incaricato dell'evangelizzazione delle Isole Hawaii e del Pacifico orientale.
Prima del suo ministero episcopale, papa Gregorio XVI, il 27 novembre 1825 aveva creato la prefettura apostolica delle Isole Sandwich. Alexis Bachelot ne era stato nominato prefetto il 3 dicembre 1825.
Rouchouze fu eletto vicario apostolico dell'Oceania orientale e vescovo titolare di Nilopoli il 14 giugno 1833 con giurisdizione ordinaria sopra la prefettura apostolica delle Isole Hawaii. Fu consacrato vescovo a Roma, il 27 dicembre dello stesso anno dal prefetto della Congregazione di Propaganda Fide, cardinale Carlo Maria Pedicini.
Il 17 gennaio 1839 Rouchouze benedisse la prima pietra della prima chiesa di Mangareva, che arrivò a Mangareva il 4 aprile di quell'anno. Celebrò la Messa pontificale nelle Isole Marchesi a Tahuata il 6 febbraio 1839. Arrivò a Honolulu il 14 maggio 1840. L'8 dicembre 1842 la nave Marie-Joseph fu benedetta a Saint-Malo in Bretagna. Poco tempo dopo, Rouchouze, accompagnato da tredici religiosi e dieci religiose, lasciò Saint-Malo alla volta dell'Oceania a bordo della Marie-Joseph. Il 24 febbraio 1843 Rouchouze e i ventitré missionari lasciarono l'isola di Santa Catarina sempre a bordo della Marie-Joseph. Il 13 marzo 1843 la nave fu avvistata per l'ultima volta a 51° N, 62° W. Rouchouze e i suoi compagni non furono più visti e si presume che siano periti in mare.

## Genealogia episcopale
La genealogia episcopale è:
- Cardinale Scipione Rebiba
- Cardinale Giulio Antonio Santori
- Cardinale Girolamo Bernerio, O.P.
- Arcivescovo Galeazzo Sanvitale
- Cardinale Ludovico Ludovisi
- Cardinale Luigi Caetani
- Cardinale Ulderico Carpegna
- Cardinale Paluzzo Paluzzi Altieri degli Albertoni
- Papa Benedetto XIII
- Papa Benedetto XIV
- Papa Clemente XIII
- Cardinale Giovanni Carlo Boschi
- Cardinale Bartolomeo Pacca
- Cardinale Carlo Maria Pedicini
- Vescovo Étienne Jérôme Rouchouze, SS.CC.